# Matteo 16

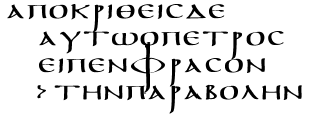
Matteo 15,15 su una parte dell'Onciale 0237, del VI secolo.

Matteo 16 è il sedicesimo capitolo del vangelo secondo Matteo nel Nuovo Testamento. Il capitolo contiene le nozioni riguardanti il ministero di Gesù in Giudea e a Gerusalemme.

## Testo
Il testo originale era scritto in greco antico. Il capitolo è diviso in 28 versetti.

### Testimonianze scritte
Tra le principali testimonianze documentali di questo capitolo vi sono:
- Codex Vaticanus (325-350)
- Codex Sinaiticus (330-360)
- Codex Bezae (c. 400)
- Codex Washingtonianus (c. 400)
- Codex Ephraemi Rescriptus (c. 450)
- Codex Purpureus Rossanensis (VI secolo)
- Codex Petropolitanus Purpureus (VI secolo; versetti 1-6)
- Codex Sinopensis (VI secolo; versetti 1-18)

## Struttura
Il capitolo può essere diviso nel seguente modo:
- Il segno di Giona (16,1-4)
- Attenzione al lievito (16,5–12)
- Confessione di Pietro (16,13–20)
- Gesù predice la sua morte e risurrezione (16,21-26)
- Ritorno del Figlio dell'Uomo (16,27–28)

## I luoghi
Matteo 15 terminava con Gesù che disperdeva la folla dei suoi sostenitori portandosi a Magdala coi suoi discepoli, sulla sponda occidentale del Mare di Galilea. In Matteo 16,1 i farisei ed i sadducei si portano da Gesù, probabilmente nello stesso luogo. Il teologo John Gill suggerisce che "questi erano i sadducei e farisei della Galilea, di cui si fa menzione nella Misna".
Matteo 16,5 fa nuovamente riferimento al viaggio "sull'altra sponda" ed i versetti di Matteo 16 13-20 sono ambientati "nella regione di Cesarea di Filippo". Questo è il luogo più a nord raggiunto da Gesù secondo il vangelo di Matteo e rappresenta l'ultima tappa per Gesù prima del raggiungimento di Gerusalemme a sud.

## Farisei e sadducei

### Versetto 1
I farisei e i sadducei si avvicinarono per metterlo alla prova e gli chiesero che mostrasse loro un segno dal cielo.
L'opposizione agli insegnamenti di Gesù è rappresentata questa volta in una coalizione di farisei e sadducei, le cui visioni teologiche e vedute politiche li differenziavano, ma che erano costretti a cooperare come membri del Sinedrio, la suprema corte ebraica. Il commentatore biblico Arthur Carr suggerisce che la formazione di questa coalizione "sia raccontata proprio per mostrare l'unione delle forze comuni in una possente ostilità contro Gesù".

### Versetti 2–3
Ma egli rispose: «Quando si fa sera, voi dite: Bel tempo, perché il cielo rosseggia; e al mattino: Oggi burrasca, perché il cielo è rosso cupo. Sapete dunque interpretare l'aspetto del cielo e non sapete distinguere i segni dei tempi?"

## Confessione di Pietro
Questa pericope è considerato il climax della prima parte del vangelo secondo Matteo, quando Pietro iceve una rivelazione da Dio nel riconoscere Gesù come il Messia, il Figlio di Dio.

### Versetto 13
Essendo giunto Gesù nella regione di Cesarèa di Filippo, chiese ai suoi discepoli: «La gente chi dice che sia il Figlio dell'uomo?»
- "Regione" (in greco: μέρη, merē, forma plurale di meros, "parte, porzione"): secondo alcune tradizioni viene indicata come la "costa" di Cesarea di Filippo, anche se la città non è posta nei pressi del mare, ma si intenda piuttosto "al confine" o "regione" appunto.[8] La regione di Cesarea di Filippo è definita oggi "la costa nord della terra d'Israele",[9] il che fa di questa regione "il punto più a nord" raggiunto da Gesù nel suo ministero.[10]

L'espressione greca τινα με λεγουσιν, tina me legousin, viene tradotta diversamente a seconda delle versioni bibliche:
Chi dice la gente che sia il Figlio dell'uomo? - Nuova Riveduta
La gente chi dice che sia il Figlio dell'uomo? - CEI
Chi dicono gli uomini che io, il Figlio dell'uomo, sia? - Nuova Diodati
Chi dicono che io sia? - Bibbia della Gioia
Chi dice la gente che sia il Figliuol dell'uomo? - Riveduta
Chi dicono gli uomini che io, il Figliuol dell'uomo, sono? - Diodati

### Versetto 16
Rispose Simon Pietro: «Tu sei il Cristo, il Figlio del Dio vivente»."
Questa risposta di Pietro combina al titolo tradizionale ebraico di "Messia" (in greco: Christos, "Cristo") che significa appunto "l'unto" (che era un titolo regale), col titolo greco di "Figlio di ... Dio" per un regnante o capo divino (come nel caso di Augusto), è anche utilizzato come titolo regale ebraico (vedi Salmi 2,7).

### Versetto 18
E io ti dico: Tu sei Pietro e su questa pietra edificherò la mia chiesa e le porte degli inferi non prevarranno contro di essa.
- "Non prevarranno contro di essa": o "saranno vittoriose" è la traduzione dell'espressione greca κατισχύσουσιν[14]

## Morte e gloria
Sempre presso Cesarea di Filippo, il racconto che segue la confessione di Pietro è una frase decisiva del ministero di Gesù, che individua in Gerusalemme il successivo punto geografico e cristologico da raggiungere.